# Dodge A100
La Dodge A100 è una famiglia di veicoli commerciali costruita tra il 1964 e il 1970 dalla Chrysler Corporation utilizzando il marchio Dodge negli Stati uniti e con il marchio Fargo in Canada.

## Sviluppo
Costruito nell'impianto di Warren nel Michigan, l'A100 sul mercato doveva competere con il Ford Ecoline, lo Chevrolet Corvair Greenbrier e il Volkswagen Transporter. Nella gamma dell'A100 erano disponibili sia furgoni che camioncini, tutti con cabina avanzata e muso piatto. Con questa configurazione il conducente e il passeggero sedevano davanti all'asse anteriore con il motore sistemato tra loro. Il modello presentato nel 1964 aveva una carrozzeria con interasse corto di 2300 mm. A partire dal 1967 fino al 1970 venne realizzata anche la versione A108, con interasse lungo di 2700 mm. Questa versione fu molto utilizzata dalle ditte specializzate nell'allestimento di camper.
Un pick-up A100, ampiamente modificato e dotato di un motore Hemi, chiamato Little Red Wagon e guidato da Bill Maverick Golden fu usato tra gli anni '60 e gli inizi degli anni 2000 come veicolo per delle impennate nelle esibizioni delle gare dragster.

## Motorizzazioni
- 1964–1966 2.8 L (170 in3) Slant-6 I6, 101 hp (75 kW)
- 1970 3.2 L (198 in3) Slant-6 I6, 125 hp (93 kW)
- 1964–1970 3.7 L (225 in3) Slant-6 I6, 145 hp (108 kW)
- 1965–1966 4.5 L (273 in3) LA V8
- 1967–1970 5.2 L (318 in3) LA V8, 210 hp (160 kW)

## Veicoli L-Series
Dal 1966 al 1971 la Dodge realizzò la L-Series. Questi veicoli, che si basavano sulla carrozzeria dell'A100, mantenevano la cabina avanzata montata sopra il motore. Questa poteva essere ruotata ed erano destinati per carichi medi.

## Il Dodge A100 nella cultura popolare
- il Dodge A100 compare nella serie televisiva statunitense degli anni'70 That '70s Show nell'episodio Red's Last Day ed è il furgone utilizzato da Michael Kelso.
- L'A100 compare nel film Cars 2 come personaggio di Dusty Rust-eze, nel remake del film Non aprite quella porta (film 1974) e nella commedia Stealing Harvard
- L'A100, con carrozzerie di colori differenti, compare negli episodi della serie tv di Batman degli anni '60. Spesso è il veicolo con il quale scappa il cattivo di ogni episodio.
- Il Dodge Little Red Wagon, un A100 pick-up del 1965, è un famoso veicolo usato per le esibizioni che avvengono durante le gare dei dragster.